# ジョディ・フォスター
ジョディ・フォスター（Jodie Foster、本名: アリシア・クリスチャン・フォスター、Alicia Christian Foster, 1962年11月19日 - ）は、アメリカ合衆国の女優、映画監督、映画プロデューサー。1988年公開の『告発の行方』と1991年公開の『羊たちの沈黙』で2度アカデミー主演女優賞を受賞した。

## 来歴

### 生い立ち
カリフォルニア州ロサンゼルスにて、4人兄妹の末っ子として生まれる。父方の祖先は17世紀にメイフラワー号でアメリカへと渡った、ジョン・オールデンなる人物という。生まれる前に両親が離婚したため母親に育てられた。その後、父親は中国人と再婚。腹違いの妹エイミー・フォスターがいる。役者名の「ジョディ」は、彼女が母親のお腹にいるときから、兄姉たちが呼んでいた愛称である。二人の姉ルシンダ（1954年生）、コンスタンス（1955年生）と、兄ルシアス（1957年生）がいる。
8歳から高校時代までロサンゼルスにあるフランス人学校のリセ・フランセ・ドゥ・ロサンゼルス (fr) に在籍し、バカロレアを取得。卒業後はハーバード大学、コロンビア大学などの複数の名門校に合格し、イェール大学に入学した。アメリカ文学を専攻し、トニ・モリソンの論文で優秀な成績（Magna Cum Laude）で卒業した。

### キャリア

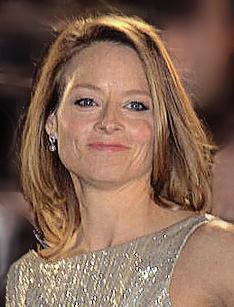
2011年、セザール賞授賞式

子役だった兄の仕事場についていった際にスカウトされ、3歳よりコマーシャルに出演し、主にテレビドラマで子役として活躍、一家を経済的に支えるまでになった。
1972年に『ジョディ・フォスターのライオン物語』で映画デビュー。1976年公開のマーティン・スコセッシ監督作品『タクシードライバー』で12歳の少女娼婦アイリス役を13歳にして演じ、全米映画批評家協会賞助演女優賞や英国アカデミー賞 助演女優賞などを受賞、アカデミー助演女優賞にノミネートされ、高い評価を得た。しかし、この映画は同時に多方面に影響を与え、ジョディの熱狂的なファンを自称するジョン・ヒンクリーによって1981年にレーガン大統領暗殺未遂事件が発生。この事件に衝撃を受けたジョディは、一時期映画界とは距離を置いた。
1984年公開の『ホテル・ニューハンプシャー』で本格的にスクリーンへ復帰以降、1989年公開の『告発の行方』と1991年公開の『羊たちの沈黙』でアカデミー主演女優賞を受賞。人気・実力共にアメリカを代表する役者の地位を不動のものとした。
1991年に『リトルマン・テイト』で、映画初監督。自ら設立した映画制作会社エッグ・ピクチャーズ・プロダクション制作の第1回作品『ネル』（1994年）以降は、映画プロデューサーとして映画製作も行うなど活動の幅を広げている。
また、フランス語を流暢に話せるので、フランス語版の吹き替えはほとんど自身で行っている。

### 私生活
未婚のまま1998年と2001年に男児を出産（父親の名前は公表されていない）。
2007年12月のロサンゼルスでの式典で、15年来の交際がある映画プロデューサーのシドニー・バーナードについて、「いつもそばにいてくれる美しいシドニーに感謝」と謝辞を捧げたところ、「レズビアンであることをカミングアウトした」として一斉に報道された。なお、2008年5月、破局したとの報道がなされた。
2013年1月の第70回ゴールデングローブ賞授賞式において、自身が同性愛者であることをほぼ公表した（正確には「カミングアウトすると思ったでしょ?」と発言しており、公に認めたわけではなかった）。
2014年4月、パートナーの女性写真家アレクサンドラ・ヘディソン（Alexandra Hedison）と結婚した。

## 主な作品

### 出演
| 公開年 | 邦題 原題                                                | 役名                             | 備考 | 吹き替え                                                                 |
| ------ | -------------------------------------------------------- | -------------------------------- | --- | ------------------------------------------------------------------------ |
| 1968年 | Mayberry R.F.D.                                          |                                  | テレビシリーズ Season 1, episode 8: "The Church Play" Season 3, episode 5: "All for Charity"                    | N/A                                                                      |
| 1970年 | Menace on the Mountain                                   | スーレーン・マカイヴァー         | テレビ映画 | N/A                                                                      |
| 1972年 | カンサス・シティの爆弾娘 Kansas City Bomber              | リタ                             | |                                                                          |
| 1972年 | ジョディ・フォスターのライオン物語 Napoleon and Samantha | サマンサ                         | 日本未公開 |                                                                          |
| 1972年 | My Sister Hank                                           | ヘンリネッタ・“ハンク”・ベネット | テレビ映画 | N/A                                                                      |
| 1973年 | Rookie of the Year                                       | シャロン・リー                   | テレビ映画 | N/A                                                                      |
| 1973年 | Alexander, Alexander                                     | スー                             | テレビ映画 | N/A                                                                      |
| 1973年 | アダムス・ファミリー The Addams Family                   | パグズリー・アダムス             | 声の出演 テレビシリーズ                                                                                         | つかせのりこ（テレビ版） 山本圭子（VHS版）                               |
| 1973年 | 燃えよ! カンフー Kung Fu                                 | アレシア・パトリシア・イングラム | テレビシリーズ シーズン1第11話「真実は拳銃が知っていた」"Alethea"                                               |                                                                          |
| 1973年 | トム・ソーヤーの冒険 Tom Sawyer                          | ベッキー・サッチャー             | |                                                                          |
| 1973年 | リトル・インディアン One Little Indian                   | マーサ・マカイヴァー             | | 大川真奈                                                                 |
| 1974年 | アリスの恋 Alice Doesn't Live Here Anymore               | オードリー                       | | TBA                                                                      |
| 1974年 | 追跡者 Smile, Jenny, You're Dead                         | リバティ・コール                 | テレビ映画 |                                                                          |
| 1974年 | ペーパームーン Paper Moon                                | アディ・ロギンス                 | テレビシリーズ                                                                                                  |                                                                          |
| 1975年 | The Secret Life of T.K. Dearing                          | T・K・ダーリング                 | テレビ映画 | N/A                                                                      |
| 1976年 | 白い家の少女 The Little Girl who Lives Down the Lane     | リン・ジェイコブス               | | 仙道敦子（テレビ朝日版）                                                 |
| 1976年 | フリーキー・フライデー Freaky Friday                     | アナベル・アンドリュース         | ゴールデングローブ賞 主演女優賞 (ミュージカル・コメディ部門)ノミネート 日本未公開                               | 玉川紗己子                                                               |
| 1976年 | ダウンタウン物語 Bugsy Malone                            | タルーラ                         | 英国アカデミー賞 助演女優賞受賞                                                                                 | 鶴ひろみ（テレビ朝日版）                                                 |
| 1976年 | タクシードライバー Taxi Driver                           | アイリス・スティーンスマ         | 英国アカデミー賞 助演女優賞受賞 アカデミー助演女優賞ノミネート                                                  | 冨永みーな（TBS版） 木下紗華（ソフト版） 玉川砂記子（機内上映版）        |
| 1976年 | 別れのこだま Echoes of a Summer                          | ディアドラ・ストライデン         | |                                                                          |
| 1977年 | キャンドルシュー/セント・エドモンドの秘宝 Candleshoe     | ケイシー・ブラウン               | 日本未公開 | 笠原弘子                                                                 |
| 1977年 | ジョディ・フォスター/避暑地のラブ・ストーリー Casotto    | テレシナ・フェデリ               | 日本未公開 |                                                                          |
| 1977年 | Stop Calling Me Baby!                                    | イザベル・トリスタン             | 日本未公開 | N/A                                                                      |
| 1980年 | フォクシー・レディ Foxes                                 | ジーニー                         | | （吹き替え版なし）                                                       |
| 1980年 | Carny                                                    | ドナ                             | 日本未公開 | N/A                                                                      |
| 1982年 | ジョディ・フォスターのママはゴースト O'Hara's Wife       | バーバラ・オハラ                 | | 麻生まどか                                                               |
| 1983年 | Svengali                                                 | ゾーイ・アレクサンダー           | 日本未公開 | N/A                                                                      |
| 1984年 | 他人の血 Le Sang Des Autres                              | エレーヌ・ベルトラン             | | （吹き替え版なし）                                                       |
| 1984年 | ホテル・ニューハンプシャー The Hotel New Hampshire       | フラニー・ベリー                 | | （吹き替え版なし）                                                       |
| 1986年 | ヴィクトリア Mesmerized                                  | ヴィクトリア・トンプソン         | 日本未公開 | 勝生真沙子（VHS版）                                                      |
| 1987年 | シェスタ Siesta                                          | ナンシー                         | 日本未公開 | （吹き替え版なし）                                                       |
| 1987年 | ファイブ・コーナーズ/危険な天使たち Five Corners         | リンダ                           | 日本未公開 | （吹き替え版なし）                                                       |
| 1988年 | 告発の行方 The Accused                                   | サラ・トビアス                   | アカデミー主演女優賞受賞 ゴールデングローブ賞 主演女優賞 (ドラマ部門)受賞 英国アカデミー賞 主演女優賞ノミネート | 深見梨加（フジテレビ版） 戸田恵子（テレビ朝日版、補完版）                |
| 1988年 | 君がいた夏 Stealing Home                                 | ケイティ・チャンドラー           | | 榊原良子                                                                 |
| 1990年 | ハートに火をつけて Catchfire                             | アン・ベントン                   | | 高島雅羅（劇場公開版） 勝生真沙子（テレビ東京版）                        |
| 1991年 | リトルマン・テイト Little Man Tate                       | デイド・テイト                   | | 小山茉美                                                                 |
| 1991年 | 羊たちの沈黙 The Silence of the Lambs                    | クラリス・スターリング           | アカデミー主演女優賞受賞 ゴールデングローブ賞 主演女優賞 (ドラマ部門)受賞 英国アカデミー賞 主演女優賞受賞       | 勝生真沙子（VHS版） 戸田恵子（テレビ朝日版） 佐々木優子（DVD・BD版）     |
| 1992年 | ウディ・アレンの影と霧 Shadows and Fog                   | 娼婦                             | | （吹き替え版なし）                                                       |
| 1993年 | ジャック・サマースビー Sommersby                         | ローレル・サマースビー           | | 土井美加（ソフト版） 勝生真沙子（テレビ朝日版）                          |
| 1994年 | ネル Nell                                                | ネル・ケルティ                   | アカデミー主演女優賞ノミネート ゴールデングローブ賞 主演女優賞 (ドラマ部門)ノミネート                           | 戸田恵子                                                                 |
| 1994年 | マーヴェリック Maverick                                  | Mrs. アナベル・ブランスフォード  | | 深見梨加（ソフト版） 戸田恵子（日本テレビ版） 勝生真沙子（テレビ東京版） |
| 1995年 | バックトラック Backtrack                                 | アン・ベントン                   | 『ハートに火をつけて』のデニス・ホッパー監督版                                                                  | 勝生真沙子                                                               |
| 1997年 | コンタクト Contact                                       | Dr. エレノア・アロウェイ         | ゴールデングローブ賞 主演女優賞 (ドラマ部門)ノミネート                                                          | 勝生真沙子（ソフト版） 戸田恵子（テレビ東京版）                          |
| 1997年 | The X-Files                                              | ベティ                           | 声の出演 テレビシリーズ (ゲスト出演)                                                                            |                                                                          |
| 1998年 | The Uttmost                                              | 本人                             | ドキュメンタリー 日本未公開                                                                                     | N/A                                                                      |
| 1998年 | Psycho                                                   | 背景の女性                       | | N/A                                                                      |
| 1999年 | アンナと王様 Anna and the King                           | アンナ・レオノーエンス           | | 高島雅羅（ソフト版） 戸田恵子（テレビ東京版） 土井美加（機内上映版）     |
| 2002年 | パニック・ルーム Panic Room                              | メグ・アルトマン                 | | 深見梨加（ソフト版、テレビ朝日版）                                       |
| 2002年 | イノセント・ボーイズ Dangerous Lives of Altar Boys       | シスター・アサンプタ             | | 深見梨加（VHS版）                                                        |
| 2003年 | Abby Singer                                              | 本人                             | 日本未公開 | N/A                                                                      |
| 2004年 | ロング・エンゲージメント Un long dimanche de fiancailles | エロディ・ゴルド                 | | TBA                                                                      |
| 2005年 | フライトプラン Flightplan                                | カイル・プラット                 | | 戸田恵子                                                                 |
| 2005年 | Statler and Waldorf: From the Balcony                    | 本人                             | テレビ (ゲスト出演)                                                                                             | N/A                                                                      |
| 2006年 | インサイド・マン Inside man                              | マデリーン・ホワイト             | | 勝生真沙子                                                               |
| 2007年 | ブレイブ ワン The Brave One                              | エリカ・ベイン                   | ゴールデングローブ賞 主演女優賞 (ドラマ部門)ノミネート                                                          | 高乃麗                                                                   |
| 2008年 | 幸せの1ページ Nim's Island                               | アレクサンドラ・ローバー         | | 田中敦子                                                                 |
| 2009年 | ザ・シンプソンズ The Simpsons                            | マギー・シンプソン               | テレビアニメ(声のゲスト出演)                                                                                    |                                                                          |
| 2011年 | それでも、愛してる The Beaver                            | メレディス・ブラック             | | （吹き替え版なし）                                                       |
| 2011年 | おとなのけんか Carnage                                   | ペネロピ・ロングストリート       | ゴールデングローブ賞主演女優賞（ミュージカル・コメディ部門）ノミネート                                          | 深見梨加                                                                 |
| 2013年 | エリジウム Elysium                                       | ローズ                           | | 戸田恵子                                                                 |
| 2018年 | ホテル・アルテミス 〜犯罪者専門闇病院〜 Hotel Artemis    | ジーン・トーマス                 | | （吹き替え版なし）                                                       |
| 2021年 | モーリタニアン 黒塗りの記録 The Mauritanian              | ナンシー・ホランダー             | | （吹き替え版なし）                                                       |
| 2023年 | ナイアド 〜その決意は海を越える〜 Nyad                   | ボニー・ストール                 | ポストプロダクション                                                                                            | （吹き替え版なし）                                                       |
| 2024年 | TRUE DETECTIVE True Detective: Night Country             | リズ・ダンヴァース               | テレビドラマシリーズのシーズン4 製作総指揮を兼ねる                                                              |                                                                          |

### 製作
| 公開年 | 邦題 原題                                          | 備考                      |
| ------ | -------------------------------------------------- | ------------------------- |
| 1986年 | Mesmerized                                         | 日本未公開                |
| 1994年 | ネル Nell                                          |                           |
| 1995年 | ホーム・フォー・ザ・ホリデイ Home for the holidays |                           |
| 1998年 | The Baby Dance                                     | 製作総指揮 テレビシリーズ |
| 1999年 | ウェイキング・ザ・デッド Waking the Dead           | 製作総指揮 日本未公開     |
| 2002年 | イノセント・ボーイズ Dangerous Lives of Altar Boys |                           |
| 2007年 | ブレイブ ワン The Brave One                        | 製作総指揮                |

### 監督
| 公開年          | 邦題 原題                                                | 備考 |
| --------------- | -------------------------------------------------------- | --- |
| 1988年          | フロム・ザ・ダークサイド Tales from the Darkside         | テレビシリーズ Episode:「死霊の配達人」"Do Not Open This Box" 日本では『ネオ・ダークサイド/死霊の配達人』のタイトルでビデオ発売された |
| 1991年          | リトルマン・テイト Little Man Tate                       | |
| 1995年          | ホーム・フォー・ザ・ホリデイ Home for the holidays       | |
| 2011年          | それでも、愛してる The Beaver                            | |
| 2013年 - 2014年 | オレンジ・イズ・ニュー・ブラック Orange Is the New Black | テレビシリーズ Episode: "Lesbian Request Denied" Episode: "Thirsty Bird"                                                              |
| 2014年          | ハウス・オブ・カード 野望の階段 HOUSE of CARDS           | テレビシリーズ Episode: "Chapter 22"                                                                                                  |
| 2016年          | マネーモンスター Money Monster                           | |
| 2017年          | ブラック・ミラー Black Mirror                            | テレビシリーズ 第4シリーズ第2話「アークエンジェル」"Arkangel"                                                                         |

## CM出演
- ホンダ・シビック&フェリオ[11] （1991年 - 1995年）
- 森永乳業 「マウントレーニア・カフェラッテ」

## 主な受賞
- アカデミー賞

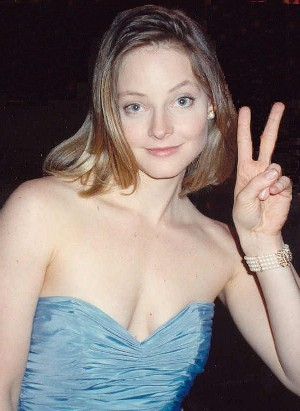
1989年3月29日、『告発の行方』で主演女優賞を受賞した第61回アカデミー賞の協会理事主催パーティーにて

  - 1988年度 主演女優賞 『告発の行方』
  - 1991年度 主演女優賞 『羊たちの沈黙』
- ゴールデングローブ賞
  - 1988年度 主演女優賞（ドラマ部門） 『告発の行方』
  - 1991年度 主演女優賞（ドラマ部門） 『羊たちの沈黙』
  - 2013年度 セシル・B・デミル賞
- 英国アカデミー賞
  - 1976年度 助演女優賞 『ダウンタウン物語』『タクシードライバー』
  - 1991年度 主演女優賞 『羊たちの沈黙』
- 全米映画批評家協会賞
  - 1976年度 助演女優賞 『タクシードライバー』
- インディペンデント・スピリット賞
  - 1989年度 主演女優賞 『ファイブ・コーナーズー危険な天使たち』
- アテネ映画祭
  - 第3回ローラ・ジスキン生涯功労賞（2015年）[12]

## 関連文献
- Filling your Life with your Passions, ペンシルベニア大学2006卒業式での祝辞 (2006年の卒業式に、ゲストスピーカーとして祝辞を提供。Webcastによる視聴も可能)